# Region Dikhil
Region Dikhil (arab. دائرة دخيل, fr. Region de Dikhil) – jeden z 6 regionów w Dżibuti, znajdujący się w południowej części kraju.